# بصرة (سردشت)
بصرة هي قرية في مقاطعة سردشت، إيران. يقدر عدد سكانها بـ 189 نسمة بحسب إحصاء 2016.